# Kenneth Mitchell
Pour les personnes ayant le même patronyme, voir Mitchell.
Kenneth Alexander Mitchell, né le 25 novembre 1974 à Toronto (Ontario) et mort le 24 février 2024 à Los Angeles (Californie), est un acteur canadien.

## Biographie
Kenneth Mitchell naît le 25 novembre 1974 à Toronto au Canada. Il étudie l’architecture du paysage à l’Université de Guelph.
Il apparaît dans la série télévisée Jericho et brièvement dans Ghost Whisperer.
Il tient également un rôle de suspect lors d'un épisode de Lie to Me. Il fait une apparition dans la série Hawaii 5-O, saison 1, épisode 4. 
En 2003, Kenneth Mitchell apparaît au cinéma dans le film La Recrue de Roger Donaldson, où il se produit aux côtés de l’acteur irlandais Colin Farrell et d’Al Pacino.
Grey’s Anatomy, Les Experts : Miami... mais surtout Star Trek: Discovery, série dans laquelle il joue le rôle du Klingon Kol.  Après quelques seconds rôles plus ou moins importants dans les séries, son jeu d’acteur et sa présence dans Captain Marvel, en 2019, le font remarquer.

### Vie privée
Kenneth Mitchell se marie à l’actrice Susan May Pratt en mai 2006. Ils ont deux enfants : une fille Lillah, née en 2007 et un fils Kallum, né en 2012.

### Mort
Kenneth Mitchell est diagnostiqué de la sclérose latérale amyotrophique en août 2018 et est en fauteuil roulant depuis octobre 2019. En août 2021, il a perdu l'usage de la voix à cause de la maladie.
Il meurt le 24 février 2024 à l’âge de 49 ans, à Los Angeles.

## Filmographie

### Cinéma
- 2003 : La Recrue : Alan (as Ken Mitchell)
- 2004 : Miracle : Ralph Cox
- 2005 : Tennis, Anyone...? : Nick Allen
- 2007 : 5-25-77 : John Dykstra
- 2007 : Home of the Giants : Keith Morrison
- 2009 : Iron Road : Edgar
- 2009 : Meteor : Le Chemin de la destruction : Russ Hapscomb
- 2017 : Blood Honey : Neil Heath
- 2019 : Captain Marvel : Joseph Danvers (père de Carol « Avenger » Danvers / Captain Marvel)

### Courts-métrages
- 2000 : No Man's Land
- 2001 : The Green
- 2002 : Why Don't You Dance
- 2010 : AIDS: We Did It! : (as Ken Mitchell)

### Télévision

#### Séries télévisées
- 2001 : Leap Years : Spencer Matthew
- 2002 : Odyssey 5 : Marc Taggart
- 2006 : Grey's Anatomy : Wade Solomon
- 2006 : Les experts: Miami : Robert Gordon
- 2006 : The unit - Commando d'élite : Keith Soto
- 2006-2008 : Jericho : Eric Green
- 2008 : Flashpoint : sergent Pete Fitzhaven
- 2008-2009 : Ghost Whisperer : Sam Lucas
- 2009 : FBI - Portés disparus : Derek Wilson
- 2010 : Detroit 1-8-7 : Jeffery Cage
- 2010 : Esprits criminels : Drew Jacobs
- 2010 : Hawaii 5-0 : Craig Ellers / Paul Stark
- 2010 : Lie to Me : Duane Corey
- 2010 : Los Angeles, police judiciaire : Terry Walker
- 2011 : Castle : Lame solitaire : Paul Whittaker
- 2011 : Mentalist : Tom Wilcox
- 2011 : Private Practice : Elliott
- 2012 : Drop Dead Diva : Rick Keller
- 2012 : Grimm : Larry McKenzie / Bigfoot
- 2012 : Les experts : Dalton Burke
- 2013 : Body of Proof : Robert Riley
- 2013 : Bones : Ben Carr
- 2013 : Haven : Cliff
- 2013 : Monday Mornings : Asher Knox
- 2013 : NCIS: Los Angeles : Red (1re partie) : agent spécial Danny Gallagher
- 2014 : NCIS : Enquêtes spéciales : Contrôle parental : Nathan Curtis / Nelson C
- 2014 : Night Shift : George
- 2014 : Switched : Wes Gable
- 2015 : Les Experts : Cyber : Steve Reynolds
- 2015 : Major Crimes : Coup pour coup : Sam Curtis
- 2015 : Minority Report : Brian Stanton
- 2015 : The Astronaut Wives Club : Deke Slayton
- 2016 : Code Black : Cory Rockman
- 2016 : Notorious : détective Matthews / détective Ken Matthews
- 2016-2017 : Frequency : Deacon Joe Hurley
- 2017 : After Trek : lui-même - invité spécial / lui-même - invité spécial (général Kol) / lui-même
- 2017-2020 : Star Trek: Discovery : général Kol (saison 1) / général Kol-Sha (saison 2) / Tenavik (saison 2) / Aurellio (saison 3)

#### Téléfilms
- 2002 : Charms for the Easy Life : Tom Hawkings III (as Ken Mitchell)
- 2010 : The Quinn-tuplets : Joe Quinn
- 2011 : Partners : détective Ray Henry
- 2013 : Tasmanian Devils : Jayne
- 2015 : Broad Squad : Jim Pearse